# Stefan Rodak

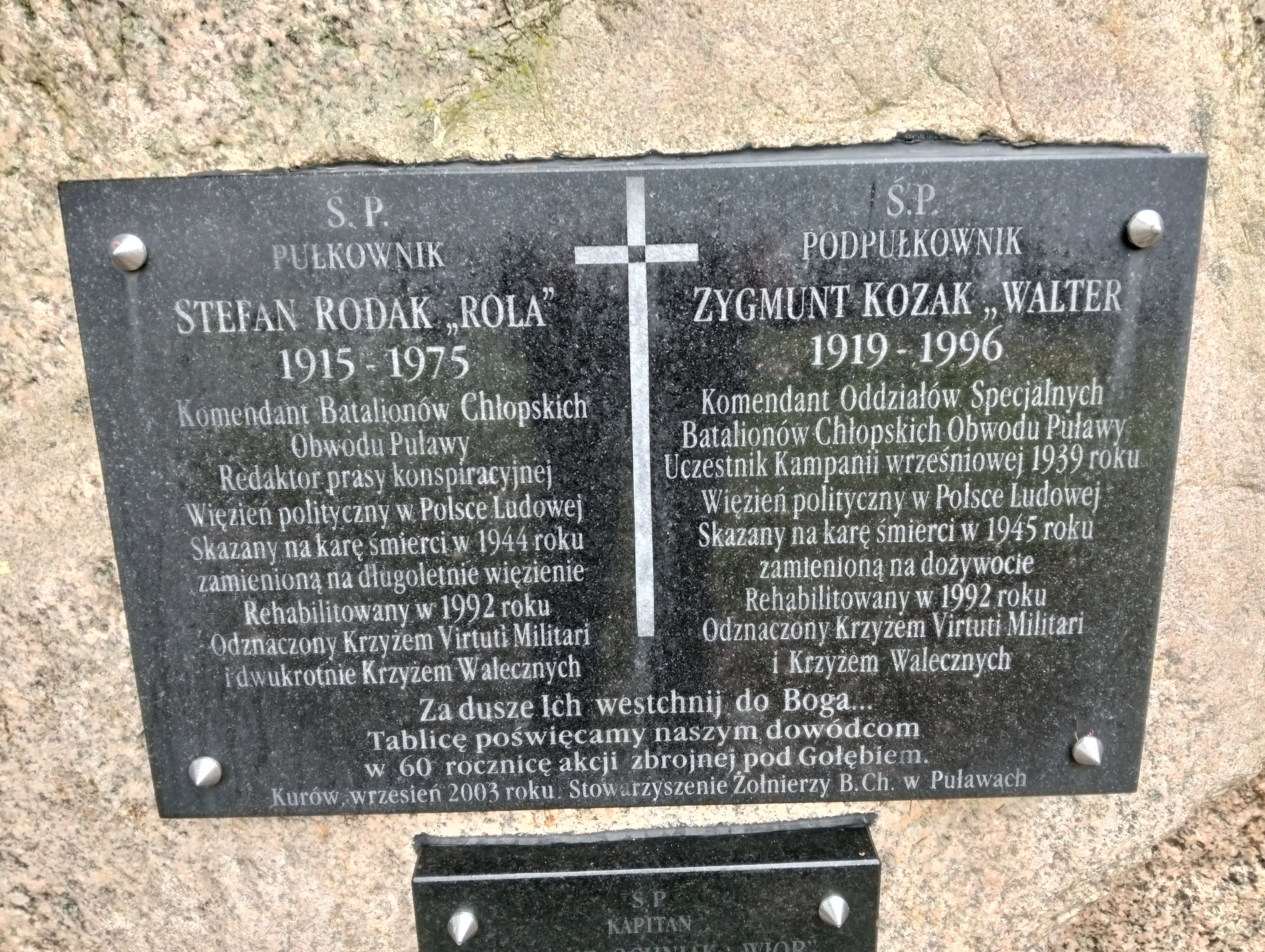
Tablica pamiątkowa przy kościele Narodzenia NMP i św. Michała Archanioła w Kurowie

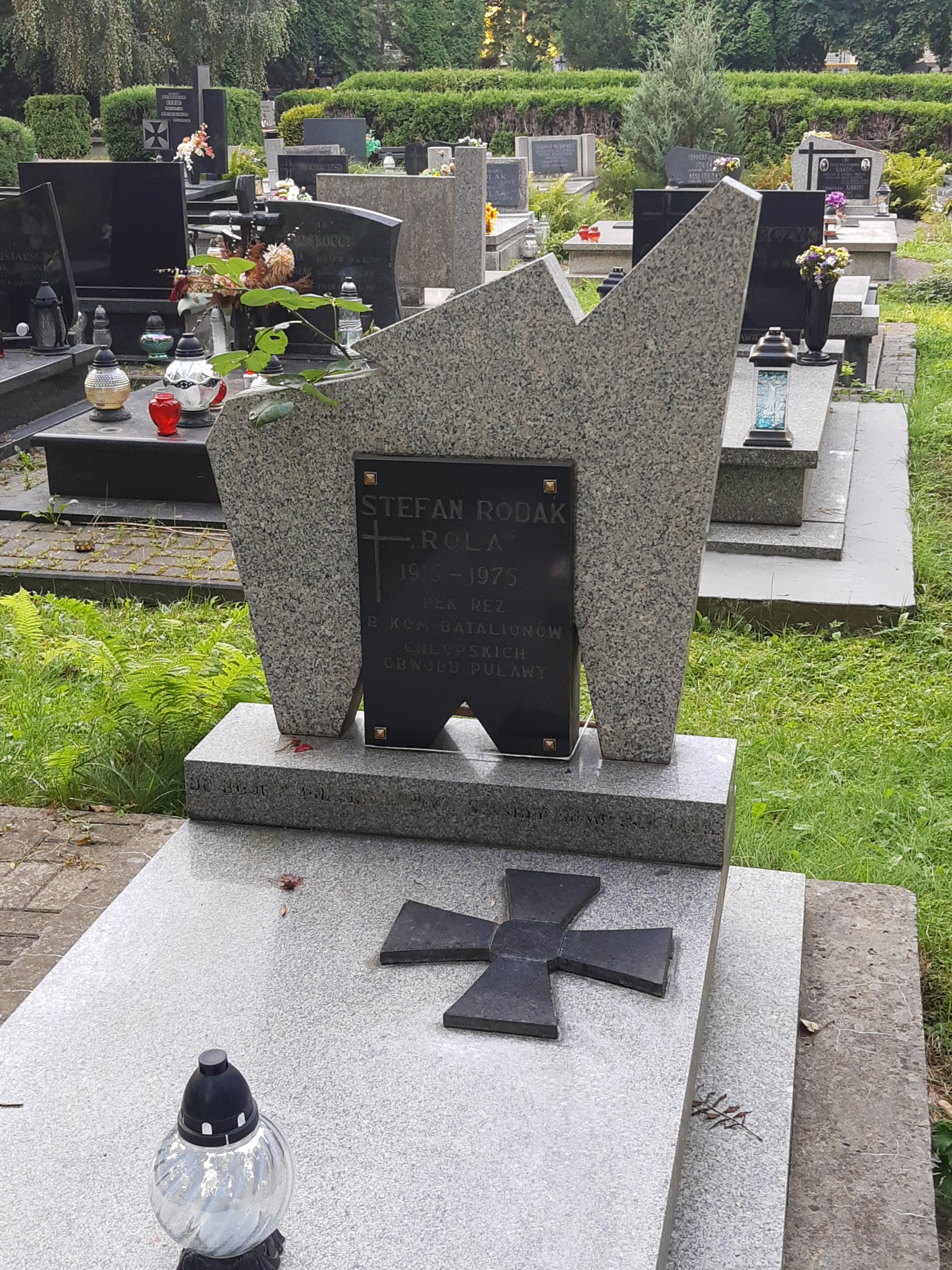
Grób Stefana Rodaka na cmentarzu przy ul. Lipowej w Lublinie

Stefan Rodak ps. Rola (ur. 3 lipca 1915 w Łąkoci, zm. 26 października 1975) – polski wojskowy, komendant obwodu Puławy Okręgu Lublin Batalionów Chłopskich.

## Życiorys
Stefan Rodak urodził się 3 lipca 1915 w rodzinie chłopskiej, był synem Wawrzyńca i Katarzyny. W latach trzydziestych był członkiem Centralnego Związku Młodzieży Wiejskiej "Siew". W 1937 rozpoczął studia polonistyczne na KULu, które przerwał wybuch II wojny światowej.
Po wybuchu wojny wstąpił do podziemnej organizacji Racławice. Współredagował liczne podziemne czasopisma: Młoda Myśl, Orle Ciosy, Powiatowa Agencja Informacyjna Wieś czy Świt Wolności. Wiosną 1941 przystąpił do Batalionów Chłopskich. W połowie 1941 powierzono mu szkolenie żołnierzy Oddziałów Bojowych BCh. W tym samym czasie został zastępcą komendanta obwodu Puławy Batalionów Chłopskich. We wrześniu 1943 objął stanowisko komendanta obwodu Puławy, zastępując na nim Jana Pasiaka. Brał udział w licznych akcjach bojowych, m.in. w akcji wysadzenia pociągu amunicyjnego pod Gołębiem. W sierpniu 1944 r. został aresztowany przez funkcjonariuszy UB, lecz wkrótce zwolniony. Ponownie aresztowany 15 października 1944 i na podstawie wojskowego kodeksu karnego z 1944 skazany na karę śmierci za usiłowanie obalenia ustroju. Po interwencjach działaczy ludowych u Bolesława Bieruta karę zamieniono w grudniu 1944 na karę dożywocia. Został zwolniony z więzienia 5 grudnia 1954 na mocy amnestii.
Był żonaty z Marianną Pawelec. Zmarł 26 października 1975 r. Został pochowany na cmentarzu przy ul. Lipowej w Lublinie (część komunalna, kwatera P3KF-6-6).

## Odznaczenia
- Order Virtuti Militari V klasy
- Złoty Krzyż Zasługi z Mieczami
- Krzyż Walecznych – dwukrotnie
- Krzyż Partyzancki

## Publikacje
- Maszerują Chłopskie Bataliony, Ludowa Spółdzielnia Wydawnicza, Warszawa 1960 r.
- Marszem podziemnym, Ludowa Spółdzielnia Wydawnicza, Warszawa 1972 r.